# 공포의 외인구단
《공포의 외인구단》은 이현세의 만화이며 1986년 고려원미디어(당시 고려가)에서 총 6권으로 최초 서점용이 출간됐고 1995년 무삭제 개정판(초판과 똑같이 6권)이 출간됐다.
그 뒤, 고려원미디어의 모체 고려원이 부도를 내어   절판됐다가 뒷날 세주문화사에서 15권으로 재판됐지만 회사가 폐업하면서  절판됐으며 2009년 해당 작품을 원작으로 한 드라마  《2009 외인구단》이 방영되자 학산문화사에서 10권짜리 애장판 형식으로 재발매됐고  해당 작품을 원작으로 한 영화이자 조감독 출신 조민희 감독이 메가폰을 잡았던  《이장호의 외인구단 2》는 최재성 (오혜성 역) 나한일 (최관 역) 권순철(최경도 역) 외의 배우들이 대부분 교체됐거나 새롭게 투입됐는데 전편에서 손병호 감독 역을 맡았던 안성기는 오혜성(최재성 분)의 부상과 손병호 감독의 죽음으로 실의에 빠져 외인구단이 해체된 뒤 하국상(이환지 분)이 이적한 팀의 코치로 특별출연했으며 시나리오도 원작에서는 이미 끝난 이야기를 새롭게 부활시키는  작업이었던 터라 진통이 많았고  서울관객 4만에 그쳐 흥행 실패했다.

## 각색
- 영화 《이장호의 외인구단》(1986)
- 영화 《이장호의 외인구단 2》(1988)
- 드라마 《2009 외인구단》(2009)

## 패러디
- 개그콘서트 〈공포의 외인구단〉
- 《도대체 왜?인구단》